# Efecto del centésimo mono
El efecto del centésimo mono es un fenómeno en el que se supone que un comportamiento aprendido se propaga rápidamente desde un grupo de monos hasta todos los monos, una vez que se alcanza un número crítico de iniciados. Por generalización, se refiere a un fenómeno por el cual, una vez que una cierta parte de una población ha oído hablar de una nueva idea o aprendido una nueva habilidad, la difusión de dicha idea o habilidad entre el resto de la población se produce en forma instantánea, mediante algún proceso todavía desconocido.
El bulo (hoax) detrás de este supuesto fenómeno lo originó en 1975 el sudafricano Lyall Watson, que afirmó que el efecto se basaba en una observación realizada por «unos científicos japoneses».

## Popularización
La historia del efecto del mono 100 se publicó en el prólogo de Lyall Watson al libro Rhythms of Vision (‘ritmos de la visión’), de Lawrence Blair, en 1975.
Se difundió más cuando en 1979 Lyall Watson publicó su libro Lifetide: The Biology of Unconscious (‘marea vital: la biología de lo inconsciente’).
Allí afirmó que el efecto se basaba en una observación realizada por él mismo:

Lyall Watson escribió un libro llamado Lifetide: The Biology of Unconscious. Allí relata un sorprendente suceso que ocurrió cuando él experimentaba con una colonia de monos en una isla cercana a Japón. Watson quiso cambiarles la alimentación, que comiesen papas, pero al verlas sucias de tierra, los animales las rechazaron. Después de cierto tiempo, a una mona joven se le ocurrió lavar las papas en el río antes de comerlas, y entonces las comió sin problemas. Luego enseñó a los demás monos jóvenes a lavar las papas, casi como jugando. Los monos mayores no aprendieron a hacerlo, excepto aquellos que tenían hijos jóvenes, quienes enseñaron el truco a sus padres.
«La masa crítica: la teoría del centésimo mono», abril de 2012

En 1984, Ken Keyes, Jr. publicó el libro The Hundredth Monkey (‘el centésimo mono’), acerca de los efectos devastadores que tendría una guerra nuclear en el planeta.
Este libro popularizó aún más el bulo del mono cien. Keyes presentó la leyenda del centésimo mono como una parábola de inspiración, aplicándola a la sociedad humana y la difusión de los cambios positivos.
A principios de los años noventa, el escritor new age Deepak Chopra popularizó el bulo, aunque ligeramente transformado:

Mucho tiempo atrás, en un pueblo lejano en Japón, había un mono llamado Emo. Los monos en esa época solían comer las manzanas sucias en el piso de jardines llenos de polvo. Un día, por error, Emo lavó la manzana en el estanque antes de comerla. A partir de entonces lavaba cada manzana que iba comer. El mensaje pasó de Emo a un segundo mono y luego a un tercero y así sucesivamente. Muchos monos empezaron a lavar las manzanas antes de comerlas. Después de algún tiempo, algunos monos vecinos de otros pueblos también comenzaron a lavar las manzanas antes de comer. El día en que el centésimo mono lavó una manzana y se lo comió, se observó un extraño fenómeno en todo el país: todos los monos empezaron a lavar las manzanas antes de comerlas. Por lo tanto, en esa zona la masa crítica fue de 100. Una vez que se alcanzó la masa crítica, la información se propagó como un reguero de pólvora por todos y cada uno de los monos y todos empezaron a lavar las manzanas antes de comerlas.
Deepak Chopra

Desde entonces, el bulo se aceptó ampliamente como un hecho.
Uno de los principales factores en la promulgación de la historia es que los autores citan fuentes secundarias, terciarias y más lejanas que han falsificado las observaciones originales.

## El bulo
La leyenda dice que unos científicos japoneses no identificados estaban llevando a cabo un estudio sobre los macacos japoneses en la isla de Koshima, en 1952.
Supuestamente estos científicos habrían observado que algunos de estos monos aprendieron a lavar batatas (camotes), y poco a poco este nuevo comportamiento se extendió a través de la generación más joven de monos de la manera habitual: a través de la observación y la repetición. Watson afirmó entonces que los investigadores habían observado que una vez que se alcanzó un cierto número crítico de monos ―el llamado «mono 100»― la conducta aprendida se extendió instantáneamente por las islas cercanas, cruzando el mar.

## La investigación original
En 1985, Elaine Myers publicó el artículo «The Hundredth Monkey Revisited» (‘el centésimo mono revisitado’) en la revista In Context, donde volvió a examinar la investigación original. Descubrió que los informes de investigación originales del Japan Monkey Center (Centro Japonés de Monos) presentados en la revista Primates (vols. 2, 5 y 6) son insuficientes para apoyar la leyenda de Watson.
Los artículos publicados describían cómo el comportamiento de lavado de la batata se extendió gradualmente a través de todos los monos y pasó a formar parte del conjunto de conductas aprendidas de los monos jóvenes de manera bastante rápida, pero es falsa la idea de que de repente se extendió a otras islas.
Sin embargo, la historia contada por Watson y Keyes es popular entre toda clase de gurús, líderes de sectas, escritores de la Nueva Era y autores de libros de autoayuda. Se ha convertido en un leyenda urbana y forma parte de la mitología de la Nueva Era.
Por otra parte, el controvertido biólogo y filósofo Rupert Sheldrake ha declarado que un fenómeno como el efecto del centésimo mono es una evidencia de los campos mórficos, ya que provoca efectos no locales en la conciencia.

## El centésimo mono desacreditado
Debido a su relevancia en el ámbito de las pseudociencias, el bulo se convirtió en un blanco favorito del Committee for the Scientific Investigation of Claims of the Paranormal (comité para la investigación científica de las afirmaciones sobre lo paranormal) y fue utilizado como título del ensayo «The Hundredth Monkey and Other Paradigms of the Paranormal» (‘el centésimo mono y otros paradigmas de lo paranormal’), publicado en 1990.
En su libro Why People Believe Weird Things? (‘¿por qué la gente cree en cosas raras?’), Michael Shermer explica cómo empezó la leyenda urbana, cómo se popularizó y finalmente quedó desacreditada.
Ron Amundson ―de la Skeptics Society (‘sociedad de escépticos’)― publicó un análisis de la literatura apropiada, donde reveló varios puntos clave que desmitifican el supuesto efecto.
Las afirmaciones sin fundamento de que hubo un aumento repentino en la proporción de lavadores de batatas en la primera población fueron exageraciones de un efecto mucho más mundano (poco paranormal) y lento.
1) La falacia principal es que el lapso de tiempo entre las observaciones fue del orden de los años.
2) En lugar de que todos los monos aprendieron misteriosamente la habilidad de lavar, se observó que en realidad los monos jóvenes aprendieron la habilidad de los monos más viejos a través del aprendizaje observacional, algo que está muy extendido en el reino animal.
Los monos mayores que no sabían cómo lavar las batatas tendían a no aprender. Como los monos más viejos murieron y nacieron más monos jóvenes, en poco tiempo la proporción de los lavadores fue naturalmente mayor.
Las afirmaciones de que la práctica se extendió instantáneamente (en un lapso de horas o días) a otras poblaciones aisladas de los monos puede ser puesta en duda dado el hecho de que al menos uno de los monos lavadores nadó hasta otra isla y pasó cerca de cuatro años allí. También se debe notar que la patata dulce no estaba disponible para los monos antes de la intervención humana.